# Raphael Zistler
Raphael Zistler (* 7. Dezember 1994) ist ein deutscher American-Football-Spieler auf der Position des Defensive Tackles und Nose Guards.

## Werdegang
Zistler begann seine Karriere im Jahr 2016 bei den KIT SC Engineers in Karlsruhe, nachdem er zuvor bis zur B-Jugend im Fußball sowie später im Segelfliegen aktiv gewesen war. 2019 schloss er sich den Schwäbisch Hall Unicorns aus der German Football League (GFL) an. Mit den Unicorns erreichte er in seiner ersten Saison ungeschlagen den German Bowl XLI, in dem sie den New Yorker Lions knapp unterlagen. Auch 2021 scheiterten die Unicorns im German Bowl XLII, diesmal gegen die Dresden Monarchs. Bereits wenige Wochen zuvor hatten sie allerdings den CEFL Bowl gegen die Swarco Raiders in Innsbruck gewonnen. Im Herbst 2021 wurde Zistler zum NFL International Combine nach London eingeladen. Ende März 2022 nahm er zudem am CFL Global Combine in Toronto teil. In der GFL-Saison 2022 verzeichnete Zistler vier Sacks in sieben Spielen und trug so zum Gewinn der deutschen Meisterschaft bei. Darüber hinaus gewann er mit den Unicorns erneut den CEFL Bowl.
Für die Saison 2023 unterschrieb Zistler einen Vertrag bei Stuttgart Surge aus der European League of Football (ELF).

## Statistiken
| Jahr                    | Team                     | Spiele | Tackles | Tackles | Tackles | Tackles | Tackles | Passverteidigung | Passverteidigung | Passverteidigung | Passverteidigung | Fumbles | Fumbles | Fumbles | Sonstiges | Sonstiges |
| Jahr                    | Team                     | Spiele | Total   | Solo    | Ast     | TFL     | Sack    | INT              | Yds              | TD               | BrUp             | FF      | FR      | TD      | Blk       | Saf       |
| ----------------------- | ------------------------ | ------ | ------- | ------- | ------- | ------- | ------- | ---------------- | ---------------- | ---------------- | ---------------- | ------- | ------- | ------- | --------- | --------- |
| German Football League  |                          |        |         |         |         |         |         |                  |                  |                  |                  |         |         |         |           |           |
| 2019                    | Schwäbisch Hall Unicorns | 17     | 16      | 08      | 08      | 05      | 1       | 0                | 0                | 0                | 0                | 0       | 0       | 0       | 2         | 0         |
| 2021                    | Schwäbisch Hall Unicorns | 09     | 25      | 11      | 14      | 05      | 0       | 0                | 0                | 0                | 1                | 0       | 0       | 0       | 0         | 0         |
| 2022                    | Schwäbisch Hall Unicorns | 07     | 24      | 15      | 09      | 12      | 4       | 0                | 0                | 0                | 0                | 0       | 0       | 0       | 0         | 0         |
| GFL Gesamt              | GFL Gesamt               | 33     | 65      | 34      | 31      | 22      | 5       | 0                | 0                | 0                | 1                | 0       | 0       | 0       | 2         | 0         |
| Quellen: stats.gfl.info |                          |        |         |         |         |         |         |                  |                  |                  |                  |         |         |         |           |           |

## Ausbildung
Zistler studierte an der Universität Karlsruhe.